# Казанська Людмила Петрівна
Людмила Петрівна Казанська, у шлюбі Баранова (30 березня 1917, Одеса — дата смерті невідома) — українська радянська скульпторка; членкиня Спілки радянських художників України.

## Біографія
Народилася 30 березня 1917 року в місті Одесі (нині Україна). 1932 року закінчила Одеський художній робітфак; протягом 1932—1934 років навчалася в Одеському художньому інституті, була ученицею Григорія Теннера.
Мешкала в Донецьку в будинку на вулиці Пастуховській № 22, квартира № 8.
Була одружена зі скульптором Миколою Барановим.

## Творчість
Працювала у галузі станкової, декоративної та монументальної скульптури. Серед робіт:
композиції
- «Мати і дитя» (1937, розом з Миколою Барановим);
- «За закликом комсомолу» (1955);
- «Новачки Донбасу» (1956);
- «У штреку» (1956);

портрети
- «Знатний шахтар М. А. Лукичов» (1949, гіпс тонований);
- «Герой Соціалістичної Праці В. Г. Прокопов» (1949, гіпс тонований);
- «Володимир Ленін» (1970, оргскло);
- «Фелікс Дзержинський» (1972, барельєф; мідь кована).

Спільно з чоловіком виконала пам'ятники
- Олександру Пушкіну у Донецьку (1963, бетон);
- воїнам 9-ї стрілецької дивізії у Волновасі (1968, чавун, граніт);
- Феліксу Дзержинському у Дзержинську (1977, чавун,  граніт);
- Герою Радянського Союзу Івану Ткаченку у Донецьку (1980, чавун, граніт).

Авторка надгробків на братських могилах воїнів
- загиблих під час німецько-радянської війни у Дебальцевому (1966, чавун, граніт) та Докучаєвську (1970, чавун, граніт);
- героїв громадянської війни у селі Володимирівці Донецької області (1967, бронза, граніт).